# Louis Tocqué

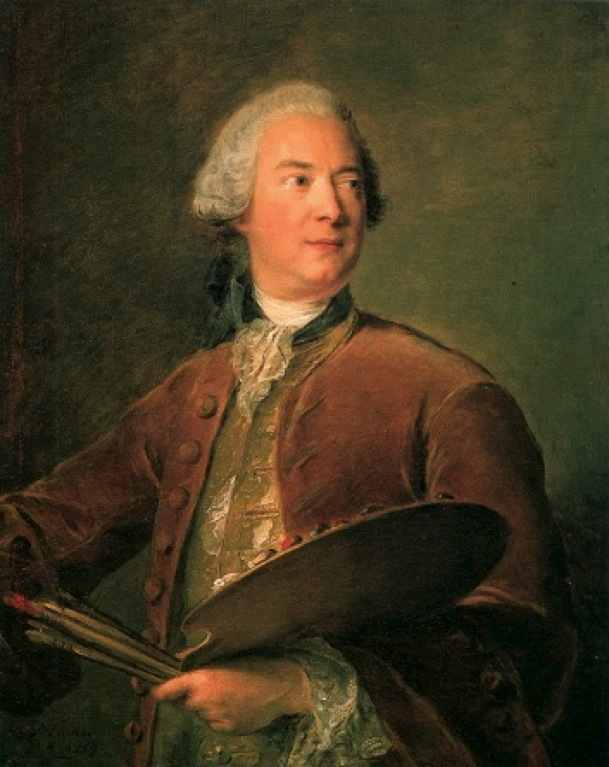
Louis Tocqué (1739)

Louis Tocqué (* 19. November 1696 in Paris; † 10. Oktober 1772 ebenda) war ein erfolgreicher französischer Maler.
Sein Vater war der wenig bekannte Maler Luc Tocqué († April 1710). Er war Schüler Jean-Marc Nattiers sowie dessen Schwiegersohn. Tocqué fertigte unter anderem Porträts, vor allem von Personen aus dem Hochadel, an.

## Werke

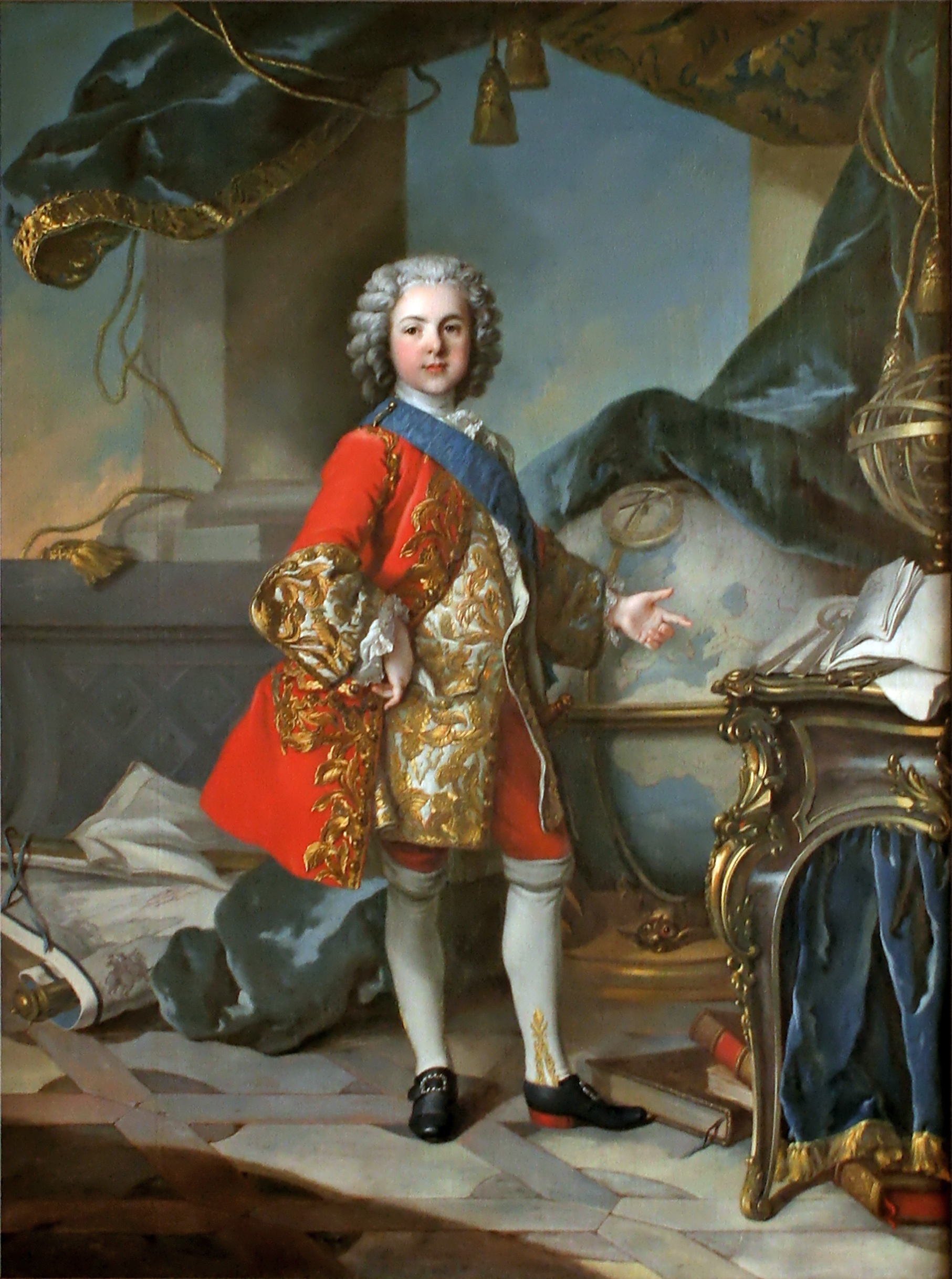
Louis Ferdinand de Bourbon (195 × 144 cm, ca. 1738)
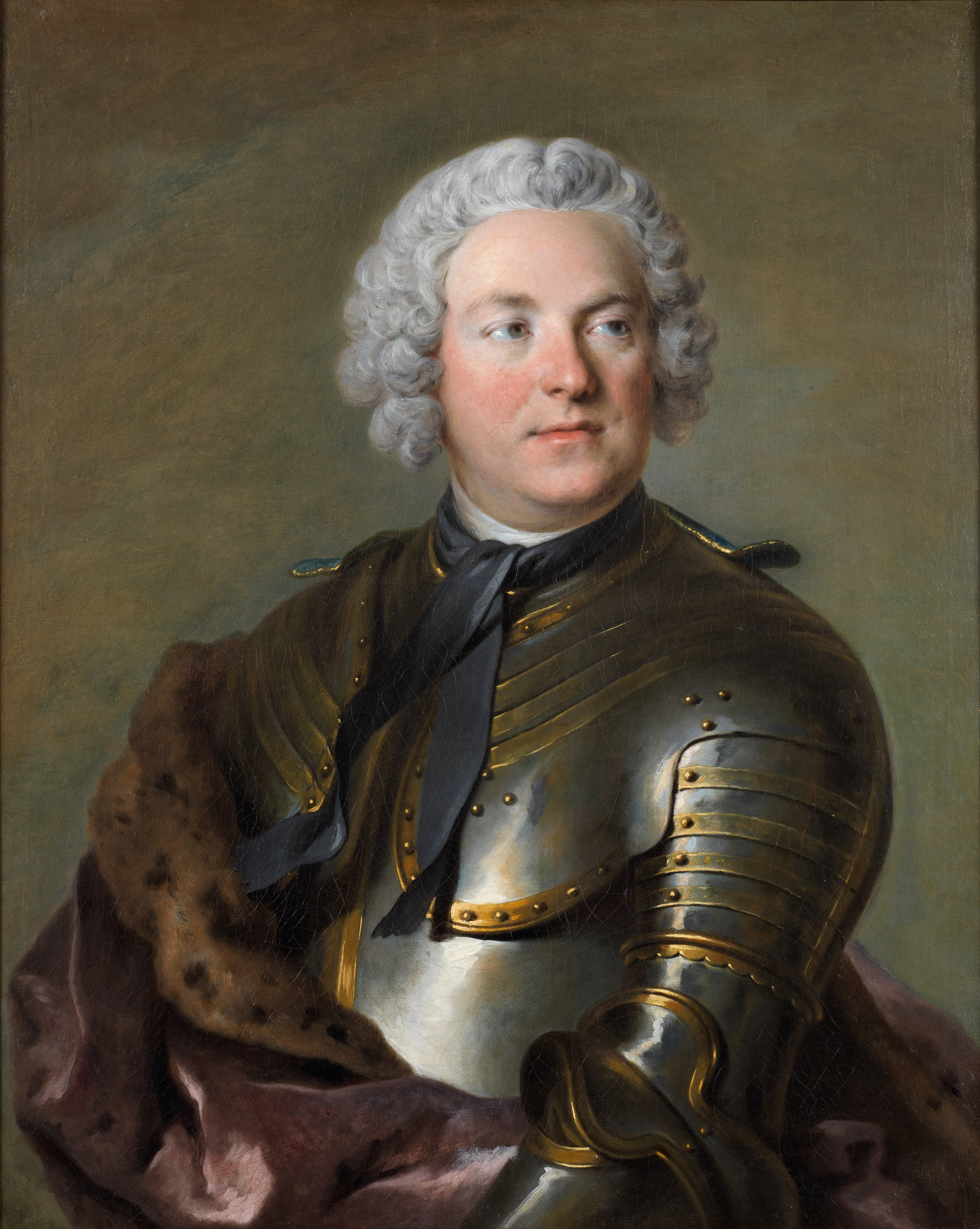
Carl Gustaf Tessin (80,5 × 64,5 cm, 1741)
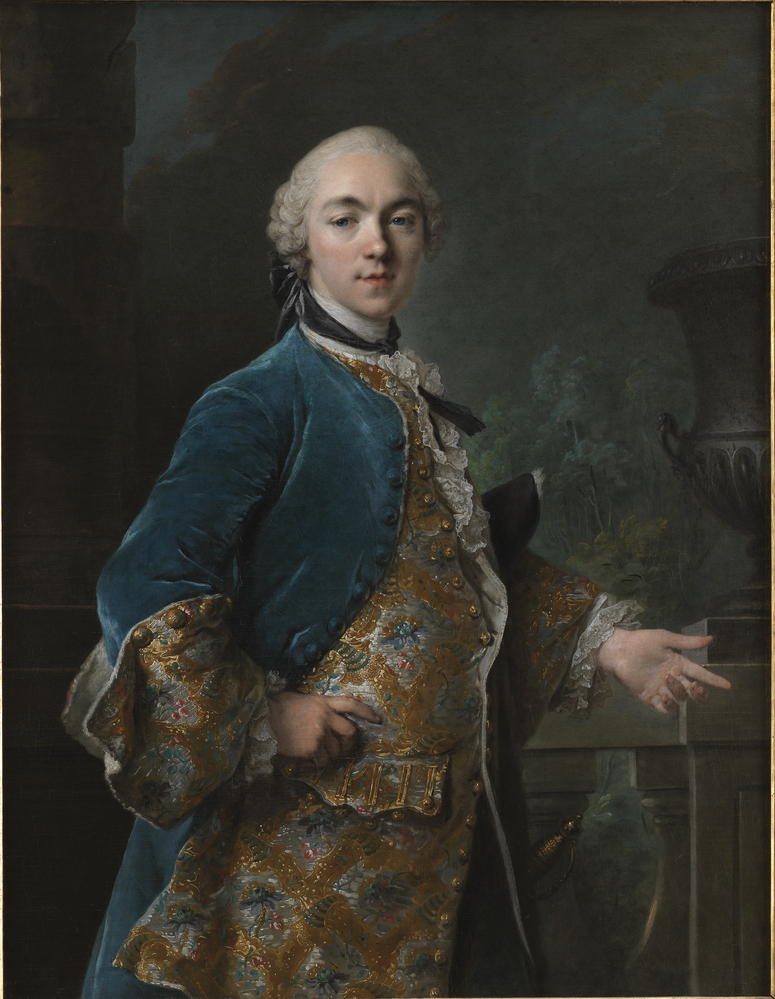
Frederik Christian Krag (1726–1763) (121,8 × 96 cm, 1761)